# Mammuthus trogontherii
Il mammut delle steppe (Mammuthus trogontherii Pohlig, 1888) è una specie estinta di elefante, diffuso in gran parte del nord dell'Eurasia durante il Pleistocene medio, ovvero tra 600.000 e 370.000 anni fa.

## Evoluzione

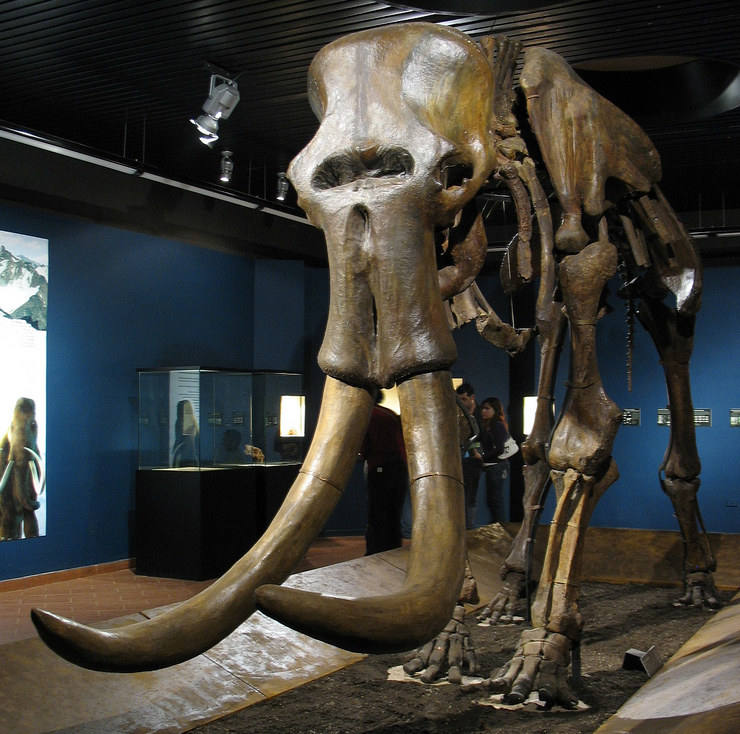
Scheletro montato

Circa 700.000 anni fa, il clima del pianeta peggiorò sensibilmente e le pianure e le savane di Europa, Asia e Nordamerica, nelle quali viveva il Mammuthus meridionalis, divennero gradualmente steppe freddissime, chiamate steppe dei mammut. All'inizio del Pleistocene, probabilmente in Siberia, comparve il mammut delle steppe, una specie meglio adattata al clima più freddo, evolutasi dal Mammuthus meridionalis che poi si estinse. Durante il Pleistocene medio, il mammut delle steppe aveva ormai completamente sostituito il Mammuthus meridionalis occupando gran parte dell'areale nel quale un tempo viveva. Circa 300.000 anni fa, dal mammut delle steppe ebbe origine il mammut lanoso, specie meglio adattata a fronteggiare il freddo estremo dell'Era Glaciale e che rimpiazzò completamente il suo progenitore.

## Morfologia

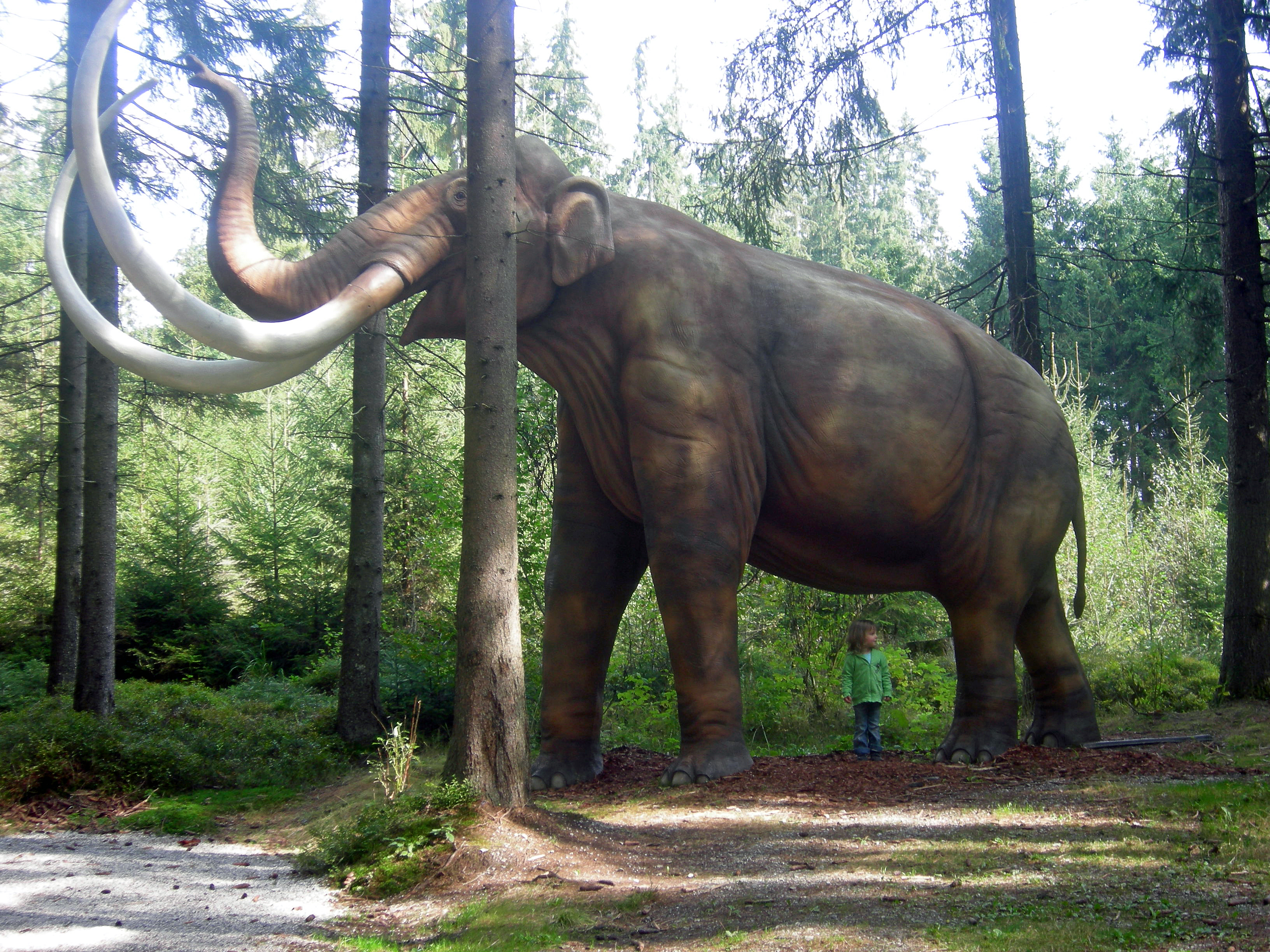
Ricostruzione in dimensioni reali di un mammut delle steppe

Il mammut delle steppe poteva raggiungere un'altezza al garrese di 4,70 m: si tratta di una delle più grandi specie di proboscidati mai vissute sulla Terra. I maschi possedevano lunghe zanne ricurve a spirale lunghe quasi 5 metri, mentre quelle delle femmine erano meno massicce e solo leggermente curvate.

## Ritrovamenti fossili
Sono state ritrovate diverse zanne fossili, ma gli scheletri completi di questa specie sono rari. Lo scheletro più integro mai rinvenuto è stato trovato nel 1996 a Kikinda, in Serbia. Si tratta di un esemplare femmina alto 4,7 m al garrese, con zanne lunghe 3,5 m; secondo le stime degli studiosi, l'animale da vivo dovrebbe aver raggiunto un peso di 7 tonnellate. Per questo motivo si suppone che i maschi che vivevano nella stessa area geografica, potrebbero aver raggiunto dimensioni ancora maggiori.
 
Un altro scheletro di mammut delle steppe è stato scoperto nei pressi di Norfolk, nel Regno Unito; conserva la mascella e le zanne, ma è privo della parte superiore del cranio. In Alvernia, in Francia, è stato invece rinvenuto un cranio completo.

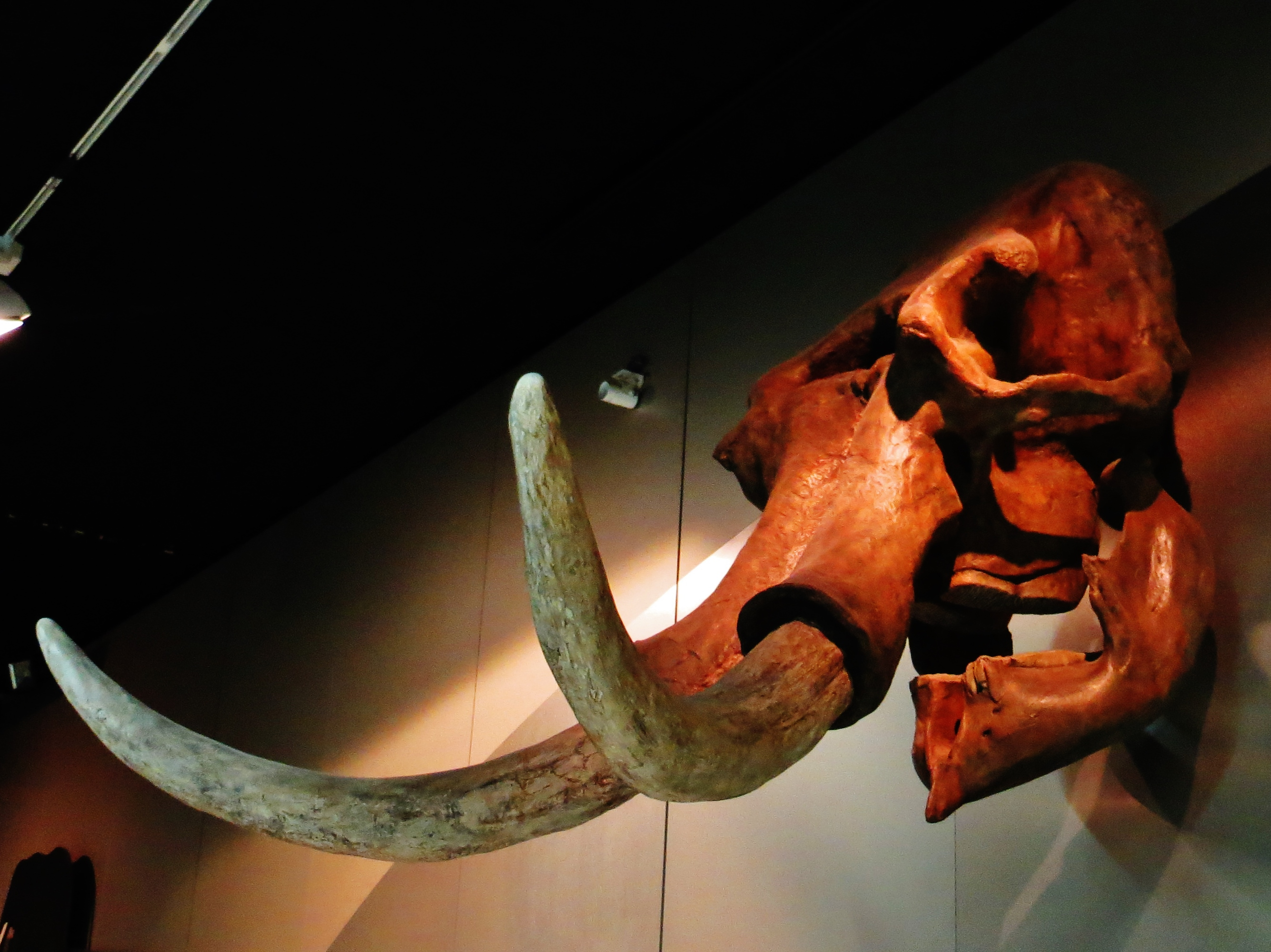
Cranio di Mammuthus trogontherii